# Воронежские солисты
Ансамбль «Воронежские солисты» — ансамбль солистов классической и инструментальной музыки Воронежской государственной филармонии, работающий в Воронеже с 1998 года. Лауреат Международных конкурсов, участник Всероссийских и международных фестивалей.

## История
Ансамбль «Воронежские солисты» был основан в Воронеже при Воронежской государственной филармонии в 1998 году. Этот коллектив является уникальным квинтетом с оригинальным составом музыкантов: фортепиано, два баяна, контрабас и ударные. Артисты отлично исполняют различные аранжировки. Определяя за основу популярную мелодию, музыканты квинтета сочиняют отличительную композицию с элементами джаза.
Ансамбль солистов является лауреатом первых премий престижнейших Международных конкурсов в Италии (Castelfidardo) и Германии (Klingenthal). Квинтет постоянный участник многих Международных и Всероссийских фестивалей. Коллектив принимал участие во Всемирной выставки EXPO-2000 в Германии в Ганновере.
Концертный репертуар квинтета разнообразен и включает в себя музыкальные композиции разных стилей и направлений: классические произведения Д. Шостаковича и И. Стравинского; оригинальные русские музыкальные произведения В. Гридина, В. Черникова и других; произведения с ярко выраженными национальными темами — музыка Болгарии, Латинской Америки, Ирландии и другие; композиции А. Пьяццоллы, а также джазовые, эстрадные миниатюры и виртуозные пьесы. Аранжировки все оригинальные и подготовлены музыкантами квинтета.
Коллектив активно сотрудничает с симфоническим и камерными оркестрами, представляя зрителю возможность услышать музыкальный микст-шедевр.

## Состав ансамбля
Музыканты ансамбля:
- Алексей Акимов — баян,
- Валерий Калашников — баян,
- Ольга Калашникова — фортепиано,
- Евгений Мингалев — контрабас,
- Евгений Мисников — ударные.
- Евгений Дмитриев (ударные, первый состав).